# Thomas-Louis Bourgeois
Thomas-Louis Bourgeois (Fontaine-l'Évêque, Henegouwen, 24 oktober 1676 - Parijs, januari 1750 of 1751) was een Waalse componist en haute-contre.
Bourgeois was kapelmeester aan de Kathedraal van Toul en later aan de Kathedraal van Straatsburg. Van 1707 tot 1711 was hij zanger aan de Opéra de Paris. Tussen 1715 en 1721 was de componist in dienst van de hertog van Bourbon. Na deze functie werd hij van 1722 tot 1724 aangesteld als directeur van de koninklijke Muntschouwburg te Brussel.
Deze aanstelling was het begin van de periode in Bourgeois’ loopbaan waarin hij van stad naar stad zou reizen om er telkens kortdurige functies op te nemen. Zo werkte hij in Rijsel, Lyon, Poitiers, België en Nederland. Er is maar weinig geweten over de laatste jaren van zijn leven. Hij stierf in armoede te Parijs. Bourgeois componeerde voornamelijk cantates, balletten en divertissements.

## Werkselectie
- Les Amours déguisés (1713)
- Les Plaisirs de la Paix (1715)
- Cantatas: Les Sirènes. Borée. Zéphire et Flore. Hippomène. Psiché. Le Concert Lorrain.

- Biblioteca Nacional de España: XX1771589
- Bibliothèque nationale de France: cb14791054z (data)
- Gemeinsame Normdatei: 103853987
- International Standard Name Identifier: 0000 0001 0892 1355
- Library of Congress Control Number: n90679364
- MusicBrainz: 1f5edbed-3d8b-40b5-9f12-ef89b6a2ea47
- Nationale Bibliotheek van Israël: 987007359044305171
- Nederlandse Thesaurus van Auteursnamen: 070340552
- Virtual International Authority File: 42264240
- WorldCat: E39PBJcBWV6fFDXjxk7XPbCWjC